# Cena Sapfó
Cena Sapfó je ocenění udělované společností International Free Press Society novinářům, kteří kombinují excelenci ve své práci s odvahou a odmítnutím kompromisu. Cena je udělována každoročně počínaje rokem 2007. Jejími nositeli jsou například Lars Vilks, Roger Scruton nebo Douglas Murray. Ocenění je pojmenované po starořecké básnířce Sapfó.

## Mezinárodní společnost pro svobodu tisku
Mezinárodní společnost pro svobodu tisku (anglicky The International Free Press Society (IFPS), dánsky Trykkefrihedsselskabet), byla založena 1. ledna 2009. Účelem IFPS je bránit ohrožení svobody projevu kdekoli a kýmkoli.
IFPS byla vytvořena jako rozšíření Dánské společnosti pro svobodu tisku, kterou v roce 2004 založil dánský novinář a komentátor Lars Hedegaard. V rozhovoru pro server Right Side News Hedegaard uvedl, že společnost IFPS vznikla kvůli rostoucímu tlaku na potlačení svobodu projevu, včetně krize vyvolané reakcí na karikatury proroka. Na svých stránkách společnost IFPS uvádí, že je „největší dánskou organizací věnující se výhradně obraně práva na svobodu projevu“.
5. února 2013 bylo oznámeno, že se neznámý útočník pokusil zastřelit předsedu organizace IFPS, Larse Hedegaarda. Hedegaard nicméně nebyl zraněn. Útok odsoudil dánský premiér, další přední dánští politici a nizozemský politik Geert Wilders.

## Držitelé Ceny Sapfó
- (2007) – Flemming Rose
- (2008) – Kurt Westergaard
- (2009) – Melanie Phillips
- (2010) – Mark Steyn
- (2011) – Rachel Ehrenfeld
- (2012) – Olga Romanova
- (2013) – Thilo Sarrazin
- (2014) – Ezra Levant
- (2015) – Lars Vilks
- (2016) – Roger Scruton
- (2017) – Karoly Németh
- (2018) – Douglas Murray
- (2019) – Tommy Robinson
- (2020) – Gunnar Sandelin
- (2021) — Stefan Hermann, “Charlotte” and Copenhagen University College
- (2022) — Dennis Prager
- (2023) — Thomas Aastrup Rømer